# Mexikanische Badmintonmeisterschaft 1933
Die Mexikanische Badmintonmeisterschaft 1933 fand in Mexiko-Stadt statt. Es war die erste Auflage der nationalen Titelkämpfe von Mexiko im Badminton.	

## Titelträger
| Disziplin    | Sieger                               |
| ------------ | ------------------------------------ |
| Herreneinzel | S. Dabrowski                         |
| Dameneinzel  | Lena Strackbein                      |
| Herrendoppel | Francisco de la Macorra A. B. Pullen |
| Damendoppel  | Lena Strackbein F. de la Macorra     |
| Mixed        | Francisco de la Macorra A. B. Pullen |